# すずめのチュンちゃん
『すずめのチュンちゃん』は、あなだ♠もあによる日本の4コマ漫画作品。
『なかよし』（講談社）で連載された。

## 書誌情報
- あなだもあ 『すずめのチュンちゃん』 講談社〈講談社コミックスなかよし〉、全3巻
  1. 1982年1月9日発行、ISBN 978-4061083998
  2. 1984年10月6日発行、ISBN 978-4061084827
  3. 1987年5月発行、ISBN 978-4061785724